# Экспедиционный корпус на Дальнем Востоке
Экспедиционный корпус Франции на Дальнем Востоке (фр. Corps expéditionnaire français en Extrême-Orient, сокращённо CEFEO) — бывшее временное вооружённое формирование французской армии, изначально созданное для противостояния Японской Империи в Индокитае, а затем — во время Вьетнамской войны.

## Зарождение (1943—45)
В июле 1943 года французский комитет национального освобождения из Алжира (в то время — территории Сражающейся Франции), заявил об участии французских войск в войне на Тихом океане. Генерал Шарль де Голль обозначил две основные задачи: ¹участие в войне против Японии наряду с Союзниками, и ²восстановление власти Французской Республики над своими владениями в Индокитае (которые японцы удерживали под своим контролем с 1940 года).
В июне 1945 главой корпуса назначают генерала де Леклерка, однако уже 15 августа Япония подписывает капитуляцию. Экспедиционные силы не успели даже покинуть территории Франции.
Леклерк прибыл в Канди (Шри-Ланка) 22 августа, чтобы подготовиться к высадке своих войск в Индокитае. Первые элементы экспедиционного корпуса (легкий корпус интервенции) прибыли в Индокитай в середине сентября, и вместе с англичанами и китайцами участвовали в разоружении японских войск. Основная часть экспедиционного корпуса не могла высадиться до начала октября, однако благодаря помощи Королевского флота, сам Леклерк высадился 5 октября.

## Первая Индокитайская война(1946—1954)
В 1946 году националистическое, а затем коммунистическое движение восстало против установившегося колониального господства во французском Индокитае.
Коммунистический Вьетминь во главе с Хо Ши Мином сокрушил свои соперничающие националистические движения и организовал партизанскую армию, используя методы партизанской войны, а затем, в 1950-х годах, поддержку — используя обычные методы ведения войны. Первая Индокитайская война официально длилась с 20 ноября 1946 года по 20 июля 1954 года и была урегулирована Женевскими соглашениями.

## Вывод французских войск из Вьетнама (1954—56)
Экспедиционный корпус в Южном Вьетнаме просуществует до 28 апреля 1956 года, когда его ликвидирует генерал Жако.
Несмотря на Женевские соглашения были подписаны в июле 1954 года, ознаменовав официальное прекращение огня и раздел Вьетнама, эвакуация французских войск в Индокитае продлилась до 28 апреля 1956 года. За это время экспедиционный корпус в количестве более 100 000 человек завершил формирование Вьетнамской национальной армии (созданной ещё в 1949 году), которая в основном была настроена про-французски.
Последние французские солдаты покинули Сайгон в марте 1958 года, примерно через столетие после начала французской колонизации Индокитая.

## Тихоокеанская война(1945)
Экспедиционный корпус на Дальнем Востоке был создан в начале 1945 года в качестве замены старых Дальневосточных французских экспедиционных войск (фр. Forces Expéditionnaires Françaises d'Extrême-Orient). Его цель состояла в том, чтобы поддержать Сайгон во главе с Габриэлем Сабатье, командовавшему Французскими Индокитайскими силами (фр. Forces Françaises d'Indochine) и Свободной Франции, борющейся с Японскими силами. После освобождения Франции в 1944 году и падением Нацистской Германии в Европе, на следующий год французские власти хотели освободить последние оккупированные территории стран Оси в Юго-Восточной Азии, включая недавно созданную Вьетнамскую империю, которая была японской колонией. 7 июня 1945 года Леклерк был назначен командующим экспедиционным корпусом. 22 июня Леклерк передал командование 2-й бронетанковой дивизией (2ème DB) — знаменитым подразделением, освободившим Париж в августе 1944 года — полковнику Дио. Уже 15 августа Леклерк принял командование Экспедиционным корпусом на Дальнем Востоке.

## Командующие корпусом
- Филипп Леклерк (1945-46)
- Жан Валлюи (1946-48)
- Роже Блезо (1948-49)
- Марсель Карпантье (1949-50)
- Жан де Латр де Тассиньи (1950-51)
- Рауль Салан (1952-53)
- Анри Наварр (1953-54)
- Поль Эли (1954-55)
- Пьер Жако (1955-56)